# Vito Dumas
Vito Dumas (Buenos Aires, 26 de septiembre de 1900 - Vicente López, 28 de marzo de 1965) fue un navegante y deportista argentino que practicó natación, boxeo y atletismo. Es también el primer navegante solitario en recibir The Slocum Award por cuatro fantásticos viajes, donde se destaca la vuelta al mundo por los 40° de latitud sur.

## Biografía

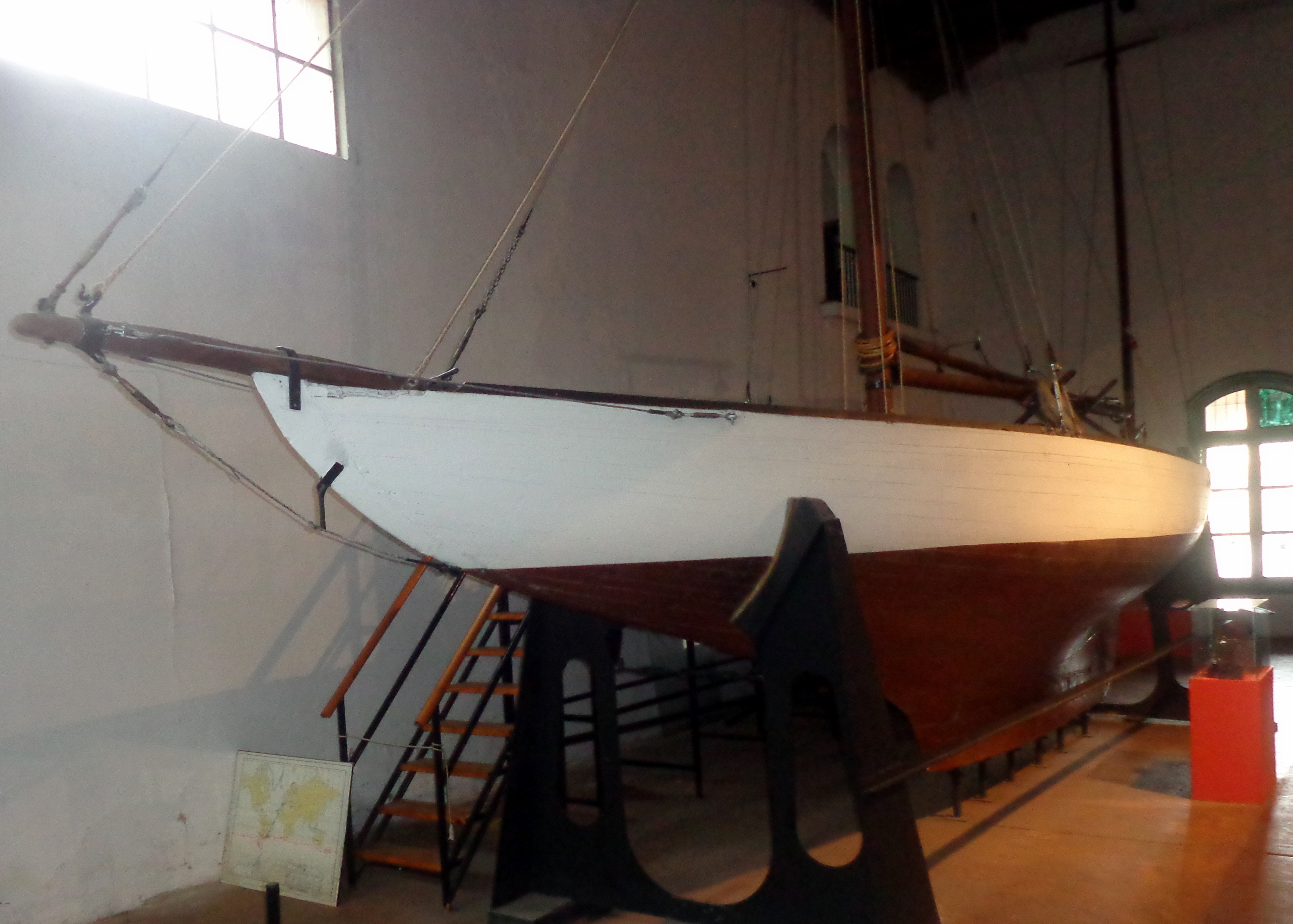
Velero Lehg I (Museo del Transporte, Luján), con el que Vito Dumas cruzó el Océano Atlántico

Nació el 26 de septiembre de 1900 en el barrio de Palermo de la ciudad de Buenos Aires, Argentina.
Hijo de Victorio Dumas y Vicenta Grillo (oriunda de Dolores Provincia de Buenos Aires), tuvieron dos hijos: Vito y Remo.
Se casó con Adela Navarro con quien tuvo un hijo: Vito Diego Dumas, (arquitecto).
Practicaba muchos deportes, en especial los individuales (atletismo, boxeo, aviación y natación). Según contó su esposa, ocho años menor que él, en 1925 fue campeón mundial de permanencia en el agua. Ella lo describió físicamente como de cuerpo de atleta, 1,75 de altura, cabello castaño oscuro, tez blanca, amplia frente y ojos verdes; y afirmó que su personalidad era la de un hombre introvertido, más bien retraído:

Era un hombre muy activo. Le gustaban los deportes. Además pintaba, hacía escultura. Cursó estudios en la Academia de Bellas Artes. Lo que se proponía lo hacía. Una vez, sin haber estudiado nunca nada sobre radio, armó un aparato. Lo que le faltaba era constancia, disciplina. Comenzaba todo con mucha euforia y luego lo abandonaba inesperadamente. No dudo que era muy inteligente y tenía intuición.

Aunque era hijo de padres en buena situación económica, estos perdieron su fortuna y tuvo que salir a trabajar de joven: "Tuve que limpiar pisos, hacer mandados, lustrar chapas de bronce de algún negocio".

### La primera hazaña
El 13 de diciembre de 1931, sin haber navegado jamás antes en mar abierto, partió de Arcachón (Francia) en su embarcación el "Lehg", construida en Francia en 1918, un 8 metros de fórmula, de unos 15m de eslora y 2,15 de manga.  Navega 4500 millas náuticas en solitario. Dormido, vara cerca de Río Grande do Sul donde lo rescata la Marina brasileña. Con la madera del Lehg ya podrida, arriba a Buenos Aires el 13 de abril de 1932. Después de 121 días de navegación recaló el 12 de marzo de 1932 en el Yacht Club Argentino en Buenos Aires.

### Los cuarenta bramadores (el viaje alrededor del mundo)

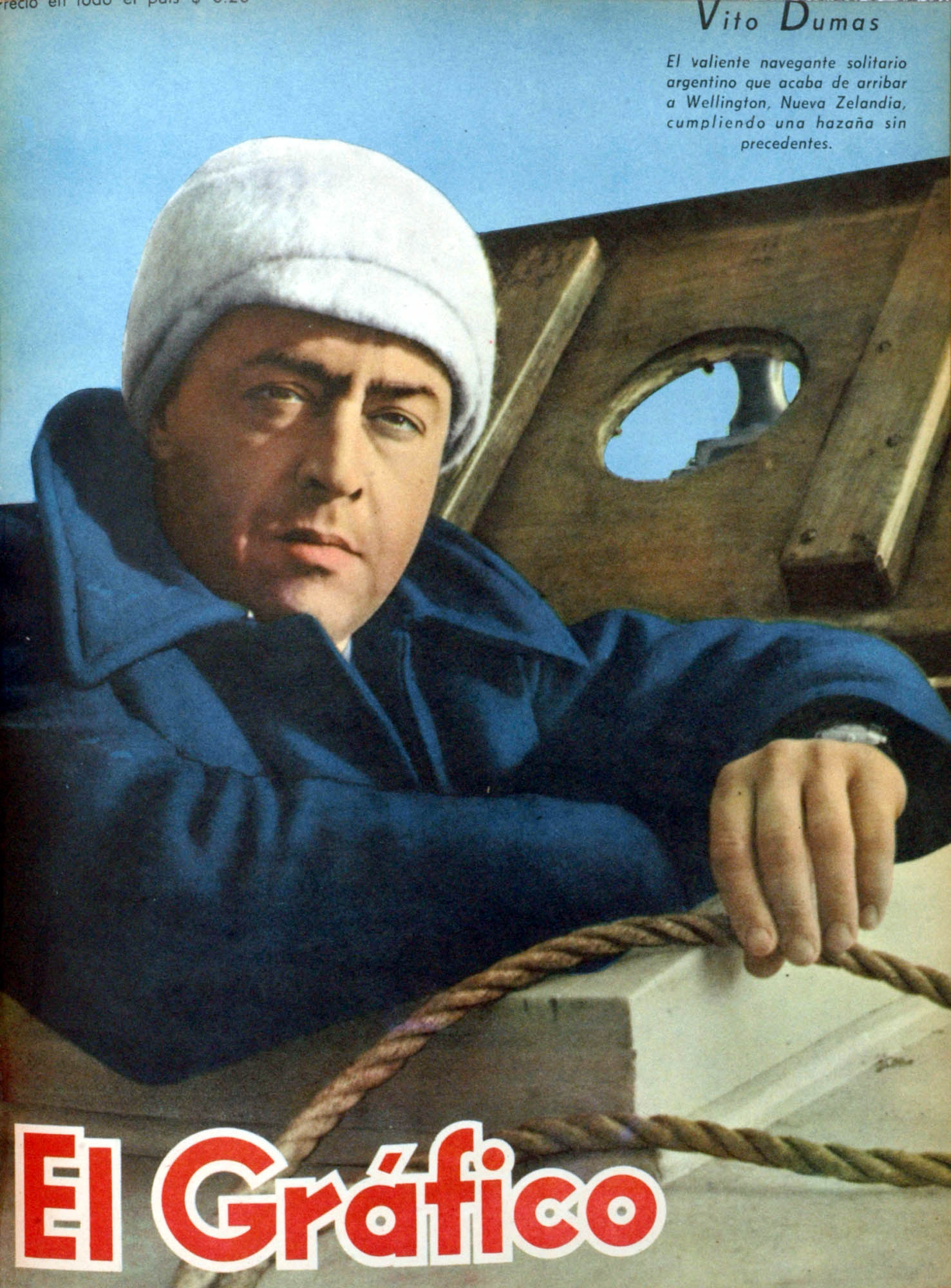
Vito Dumas en 1943.

El 27 de junio de 1942, en plena Segunda Guerra Mundial, partió para su mayor hazaña: la vuelta al mundo en solitario. La ruta que siguió recibe el nombre de "Los cuarenta bramadores" por el itinerario cercano al paralelo de 40° sur, zona de fuertes vientos y frecuentes tormentas, denominada, también "la ruta imposible" debido a que varios navegantes la habían intentado pereciendo en ella. 
Luego de haber recorrido 20.420 millas marinas (37.818 km) a través de tres océanos, regresó durante la mañana del domingo 7 de septiembre de 1943 (437 días de los cuales 274 fueron navegando).
Este objetivo se logró gracias a que en 1934 Dumas había hecho construir un barco al que bautizó "Lehg II" en los astilleros Parodi de la localidad de Tigre. Era un doble proa, eslora de 9,55 metros, manga de 3,30 metros, calado de 1,70 m totalmente cargado. Poseía una quilla de hierro de 3500 kilos; arbolado a ketch (o sea, con dos mástiles, el menor de ellos a popa). Le ayudaron en el trabajo de preparación de su barco la revista El Gráfico, sus amigos de la Asociación Cristiana de Jóvenes (YMCA) de Buenos Aires, en la cual era socio, un almacenero del Bajo Belgrano y los timoneles del Club Náutico Buchardo.
En 1937, probando este barco, puso proa a Río de Janeiro, y un viento de casi 140 km por hora le rompió el velamen y le hizo dar una vuelta en campana (giro de 360° sobre la línea de crujía). Pese a todo, recobró su posición normal y siguió navegando. Luego de este viaje decidió desprenderse de este barco vendiéndoselo al doctor Rafael Gamba. Pero años después le surgió la idea de dar la vuelta al mundo y entonces se lo compró a Gamba nuevamente. Un amigo de Vito, Manuel Maximiliano Campos,  le diseñó algunos cambios que consistieron en darle una propulsión mediante un juego de cuatro velas: un tormentín, una trinquetilla, una mayor, y una mesana. También le agregó un juego completo de recambio, una vela más pequeña para las tormentas y otra enorme confeccionada con tela muy delgada que haría las veces de ballón en el caso de aguas calmas.
Como estaba en pleno apogeo la Segunda Guerra Mundial, tuvo que asegurarse proveerse al máximo, pues las ventas en los distintos países podían llegar a estar fraccionadas y restringidas. Solo contaba con diez libras esterlinas que le prestó un amigo para viajar: "Total para qué quiero dinero, si en navegación no voy a gastar", se justificó risueñamente. Así que calculó provisiones para un año: 400 botellas de leche esterilizada y gran cantidad de leche chocolatada, latas de cocoa; veinte kilos de harina de lentejas, arroz, garbanzo, arvejas, diez kilos de yerba mate, latas de aceite y 80 kilos de corned-beef, manteca salada, chocolate en barras, leche condensada, 70 kilos de papas, 5 de azúcar, frutas confitadas, mermeladas, tabaco para pipa y cigarrillos, cajas de fósforo, galletas, botiquín de primeros auxilios, dosis de vitaminas A, B, C, D y K y glucosas para la falta de calorías. Llevó una cocina y alumbrado que utilizaban kerosén así como 400 litros de agua potable.
Poco antes de partir justificó su viaje con esta frase: 

Voy en esta época materialista, a realizar una empresa romántica, para ejemplo de la juventud.

Las etapas de la travesía fueron:

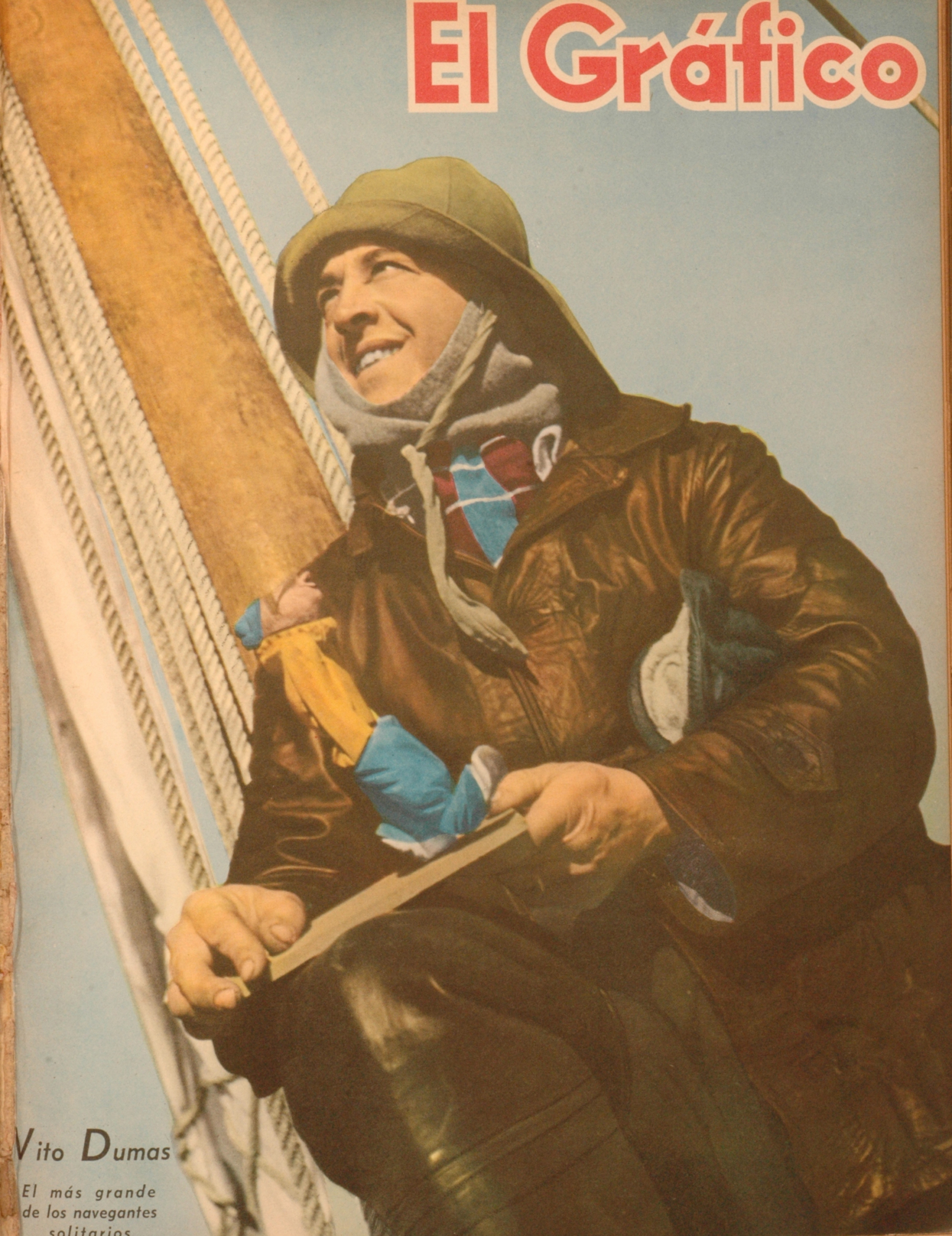
Vito Dumas, en 1943.

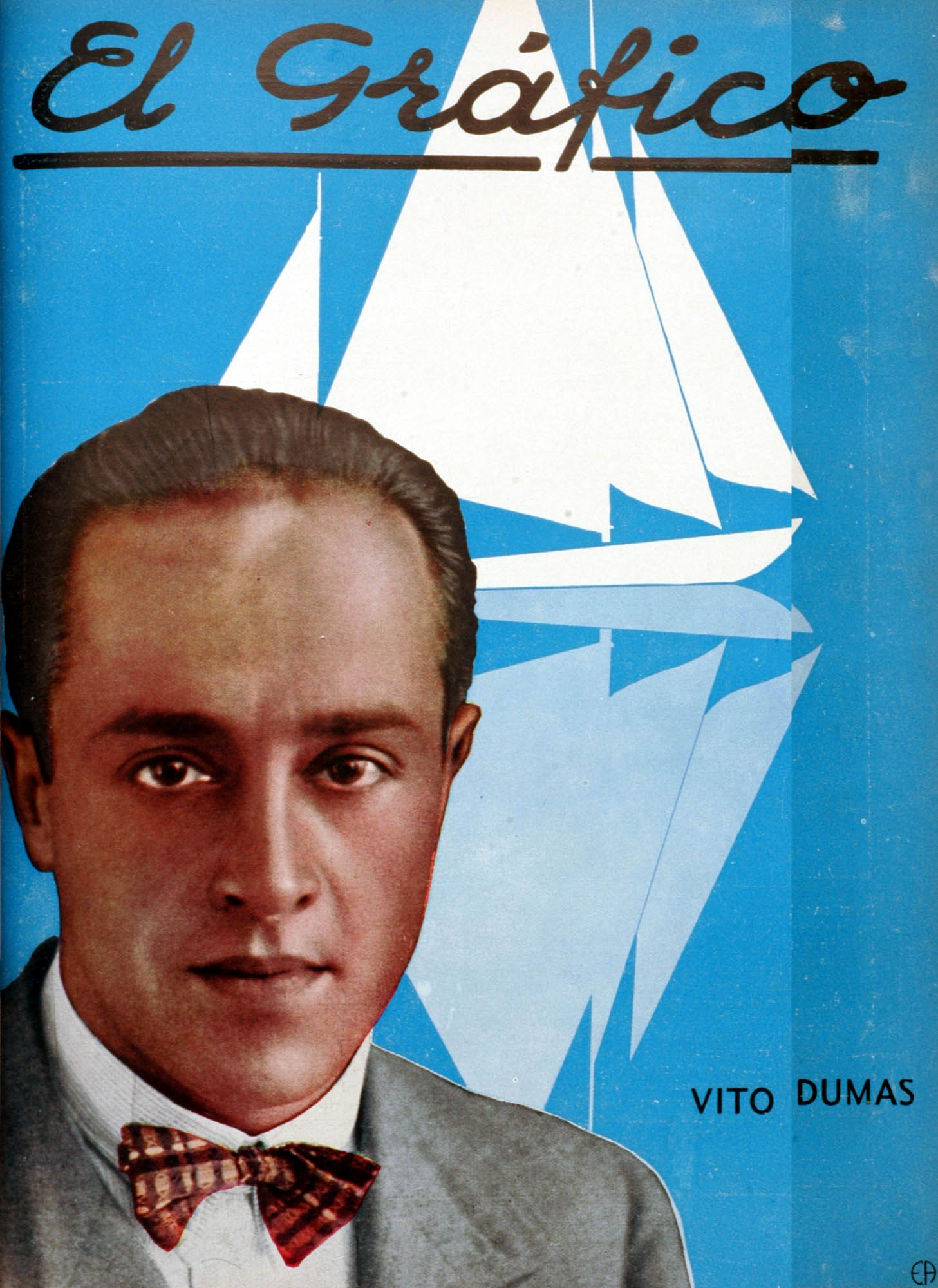
Vito Dumas en 1932.

1. Buenos Aires - Ciudad del Cabo
El "Lehg II" zarpó de Buenos Aires el 27 de junio y de Montevideo el 1.º de julio, experimentando una demora debido al cierre del puerto uruguayo por el mal tiempo reinante. Llegó a la bahía Table (Ciudad del Cabo), el 24 de agosto. Durante ese trayecto, se le infectó el brazo derecho, que quedó inutilizado durante semanas. La travesía fue de unas 4.560 millas aproximadamente y fue realizada en 55 días. No experimentó mayores inconvenientes.[8]
2. Ciudad del Cabo - Nueva Zelandia
 El 14 de septiembre inicia su segunda etapa, y recorre cerca de 7400 millas hasta Nueva Zelanda, en 104 días. En su libro "Los 40 bramadores" describe esta etapa de la siguiente manera:

He pasado en el Atlántico días terribles: quizás esto me brinda cierta seguridad frente a lo que vendrá, pero la realidad de lo que aguarda, la terrible realidad, superara todo lo que haya sufrido en mi vida de marino. Será más dolorosa, más angustiosa, más incierta que la breve pasada en el golfo de Gascuña en aquel crucero de 1932. Este pobre corazón mío ¿Cómo pudo haberse sobrepuesto a tanta amargura, a tanto espanto, si es de la misma constitución de esa gente tranquila, normal y común que ahora me rodea? ¿Cómo pudo el cerebro desviarse de la locura y mantener el equilibrio necesario para poder razonar, para serle factible tomar distancias, efectuar cálculos, concebir planes, en ese infierno que nunca más en mi vida volveré a cruzar? ¡Si, porque nunca más nadie podrá pedirme eso otra vez. Nadie, nadie. No volveré jamás!. Ni el tiempo será capaz de hacerme olvidar lo sufrido. No lo olvidaré nunca. Nadie podrá solicitarme otro esfuerzo semejante. Y al mirar por última vez lo que quedaba allá en popa, al transponer la línea imaginaria entre el Mar de Tasmania y ese Índico, una especie de escalofrío invadió todo mi ser.

1. Nueva Zelandia - Valparaíso 
Dumas estuvo 33 días en el puerto de Nicholson, en Wellington, capital de Nueva Zelanda, luego de la etapa más dura de su viaje. La estadía le sirvió para reacondicionar al Lehg II. Finalmente partió el 30 de enero. Habían sido varios los navegantes que, navegando por donde lo iba a hacer Dumas, habían desaparecido sin dejar indicios de lo que les había pasado, entre ellos Al Hansen un navegante solitario noruego que había sido amigo suyo. Pese a todo logró navegar por el Océano Pacífico sin mayores sobresaltos.[10]
2. Valparaíso - Buenos Aires
Pese a las advertencias de sus amigos del peligro de cruzar solitariamente el Cabo de Hornos, realiza la hazaña: "Estoy en la ruta de la muerte(...). El viento y el mar son fuertes(...), se apaga mi lámpara (...), un fuerte golpe me arroja contra un mamparo(...)" y le rompió el tabique de la nariz. Agregó: "He pagado barato mi precio por tal osadía (...)".
Llega entonces a Mar del Plata y tras nuevas vicisitudes a Buenos Aires.[3]

Luego de un año y treinta y seis días, por la temible ruta de los "cuarenta bramadores" y de tocar los puertos de Ciudad del Cabo, Wellington, Valparaíso y Mar del Plata atravesando el peligroso Cabo de Hornos, arribó el 8 de agosto de 1943 a Buenos Aires, donde la gente lo recibió con buen afecto. 
Jean Merrien, escritor francés navegador y especialista en historia marítima, en su libro "Aux Limites du Possible" se refirió a su proeza como "la hazaña más inaudita que hombre solo jamás haya cumplido en el mar".
Por su aventura marítima, en 1980 recibió el Diploma al Mérito (en Yachting) de los Premios Konex como uno de los deportistas más destacados de la historia en su país.

### Otras proezas

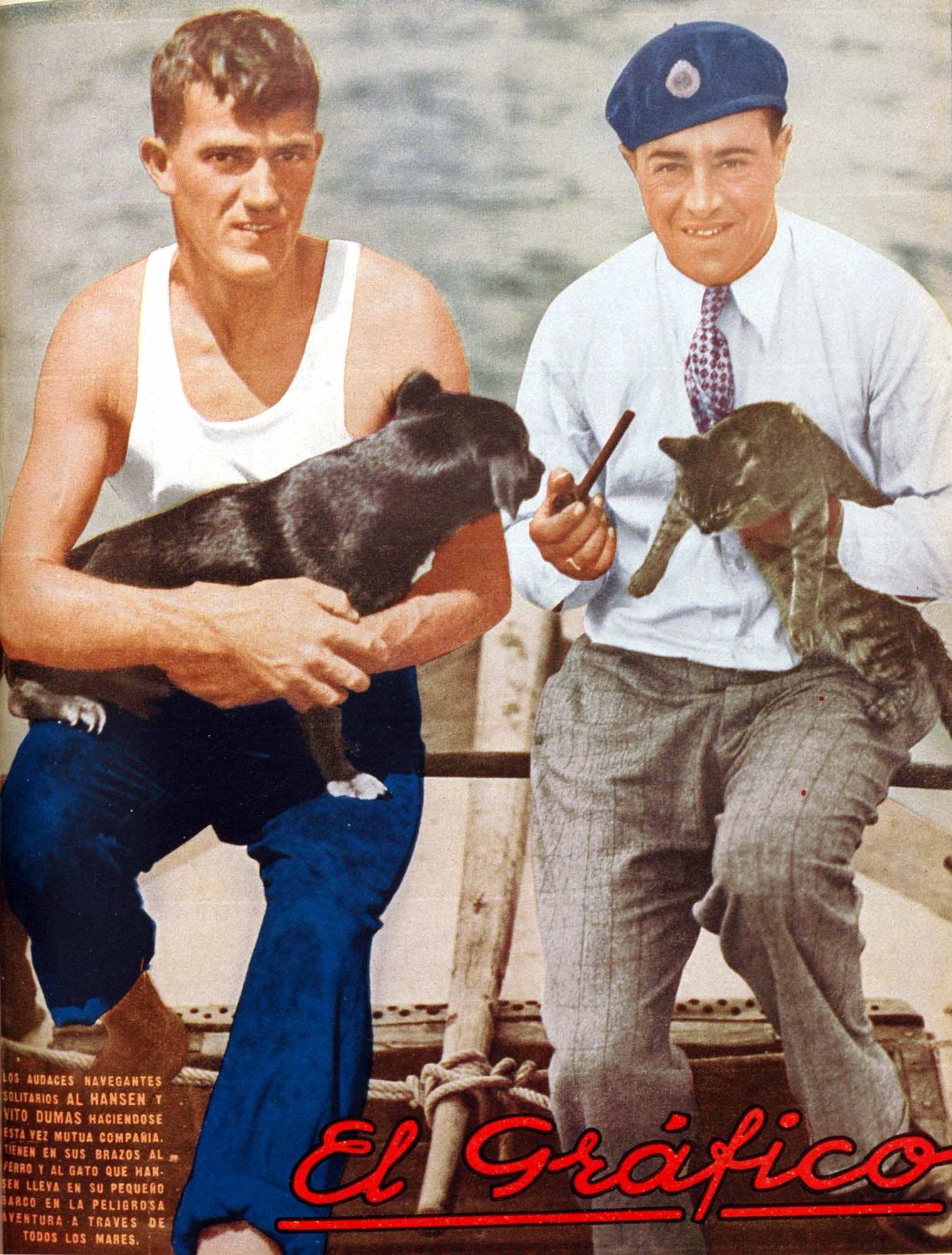
Al Hansen y Dumas en la portada de El Gráfico en 1934.

En septiembre de 1945, fiel a su temperamento, y con su inseparable "Lehg II", decidió emprender una travesía más, consistente en navegar hacia el Norte con destino a Nueva York. Su libro al respecto lleva el título de su viaje, El crucero de lo imprevisto: Buenos Aires, Montevideo, Punta del Este, Río de Janeiro, La Habana, Nueva York, Ceará, Montevideo, Buenos Aires. 
Cuando estaba a punto de culminar su intento, frente a Coney Island, fue arrastrado mar afuera y el mundo lo dio por muerto, hasta que fue hallado por el barco Serantes, al sur de las Islas Canarias. Pudo seguir navegando y recaló en Ceará, Brasil. Pasó 106 días en soledad, concretando el doble cruce del Atlántico recorriendo 17.045  millas en 234 días.
Posteriormente, trazó otro objetivo un poco menos desafiante: unir los puertos de Buenos Aires y Nueva York, en una sola escala, 7100 millas, 117 días, proeza que logra en 1955 con su nuevo barco, el "Sirio", una embarcación más pequeña aún que el Lehg II. En este caso partió el 16 de septiembre de 1955 y pasó varios días en la región ecuatorial sin viento ni agua potable, lo que le provocó una grave deshidratación. Tuvo que recalar en Bermudas, donde fue hospitalizado, con síntomas de escorbuto y una presión máxima de 28. Aunque los médicos le recomendaron no volver a navegar, siguió su ruta, y el 23 de septiembre de 1955 entró al puerto de Nueva York tras enfrentar su última gran prueba (el huracán Ionne, que lo alcanzó muy cerca de la costa estadounidense, y había motivado la suspensión de la pelea por el título mundial de Archie Moore).  Había cubierto 7100 millas náuticas en 117 días.  
En Nueva York permaneció, enfermo, sin dinero ni proyectos, y afligido por el golpe de Estado y los bombardeos a Plaza de Mayo en su país, durante casi un año. Vendió su barco y regresó a Buenos Aires en un carguero.

## Últimos años
En 1961 bota el “Sirio II”.  A pesar de que su salud ya no era la misma, quería seguir navegando. Se preparó para correr la regata Buenos Aires–Río de Janeiro en 1962.  En el acto en que se dieron las últimas instrucciones a los capitanes, se le entregó la Medalla Azul del Cruising Club de los EE. UU., premio que se concede anualmente a los grandes de la navegación mundial.  Sorprendió a todos el abandono de la regata a la altura del Cabo Polonio.
En el año 1964 Vito realizó el que sería su último viaje por el mar desde Buenos Aires hasta Mar del Plata.  Falleció el 28 de marzo de 1965, siendo víctima de un derrame cerebral. Sus restos fueron inicialmnete sepultados en el Cementerio de Olivos, pero desde el año 2000 descansan en el Panteón Naval del Cementerio de la Chacarita.
A partir de noviembre de 1986, Vito cuenta con su primer busto, obra del escultor Hidelberg Ferrino, ubicado en la ciudad de Mar del Plata en la entrada de la confitería situada en Boulevard Marítimo y Carlos Pellegrini, confitería realizada en su honor. Varias calles y organizaciones en Argentina llevan su nombre, en su homenaje. Asimismo se filmó el documental El navegante solitario, dirigido por Roberto Petriz, que indaga en su historia, las cuatro travesías, las vinculaciones políticas y las raíces de por qué Vito Dumas fue tan amado como odiado.

## Los navíos
El Lehg se encuentra hoy en el Museo de Luján, junto a una vitrina con elementos utilizados en el viaje (brújula, sextante y grapa de botavara) y un mapa de la travesía con fotografía de la llegada.  
El Lehg II se conserva actualmente en el Museo Naval de la Nación ubicado en la ciudad de Tigre. 
El Sirio II también hoy se encuentra amarrado en el Club Náutico Mar del Plata, en excelente estado de conservación.  Había quedado abandonado en San Isidro en 1981, hasta que en abril de 1982 es restaurado por Italo Mazoli en su astillero del Tigre.  Tras dos años de reparación su actual dueño, Andrés Domingo (por casualidad también hombre de campo) se cruzó, con el Sirio II a nuevo, con Manuel Campos que navegaba de vuelta encontrada a bordo del “Charrán” en el Río Tigre; un encuentro tan casual como mágico que llevó a ambos a la evocación del arquetipo que los unía.

## Obras
Escribió los siguientes libros:
- Solo, rumbo a la Cruz del Sur
- Los cuarenta bramadores
- El crucero de lo imprevisto
- El viaje del Sirio
- Mis viajes

## Controversias
Vito Dumas contó con la admiración de muchas personas por su habilidad como navegante, no obstante también fue víctima de menosprecio por parte de algunos sectores de la sociedad argentina, debido a su acercamiento con el peronismo. El presidente Perón era un impulsor del deporte en Argentina, apoyando a deportistas argentinos famosos, como Delfo Cabrera o la Selección Argentina de Básquetbol. En el caso de Vito Dumas, fue nombrado por Perón como Teniente de Navío en título honorífico, y se le ofreció dirigir la Escuela Náutica Deportiva, para que gente de pocos recursos pudiese navegar. Vito Dumas aceptó el desafío, y fundó y dirigió la escuela. Gobiernos posteriores antiperonistas combatieron esa idea, y se creó un mito popular sobre Dumas como si fuese "mufa" (que traía mala suerte nombrarlo), cayendo su figura en un cierto olvido, si bien siempre fue rescatada por los fanáticos de la náutica deportiva.